# 孝端文皇后
孝端文皇后（こうたんぶんこうごう、満洲語: ᡥᡳᠶᠣᠣᡧᡠᠩᡤᠠ
ᡩᠣᡵᠣᠩᡤᠣ
ᡤᡝᠩᡤᡳᠶᡝᠨ
ᡧᡠ
ᡥᡡᠸᠠᠩᡥᡝᠣ　転写：hiyoošungga doronggo genggiyen šu hūwangheo）は、清の太宗ホンタイジの皇后。モンゴル・ホルチン部の出身。姓はボルジギト（博爾済吉特）氏（Borjigit hala）、名はジェルジェル（Jerjer、哲哲）。

## 経歴
父のマングスはホルチン部の首領であった。万暦42年（1614年）、ジェルジェルはホンタイジに嫁ぎ、側室となった。天命8年（1623年）、ホンタイジは正妻のウラナラ氏と離婚したので、ジェルジェルは正室に昇格された。ジェルジェルは女子を3人産んだ。
崇徳元年（1636年）7月、皇后に立てられた。順治帝（フリン）が即位すると、その嫡母として「母后皇太后」となった。順治帝の生母のブムブタイ（孝荘文皇后）はジェルジェルの姪であり、ジェルジェルは血縁の上では順治帝の大叔母にあたる。
順治6年4月17日（1649年5月28日）、崩じた。「孝端」と諡された。その後、夫の諡を重ねて孝端正敬仁懿哲順慈僖荘敏輔天協聖文皇后と加諡された。

## 女子
- 固倫温荘長公主
- 固倫靖端長公主
- 固倫淑哲長公主

## 伝記資料
- 『清聖祖実録』
- 『清史稿』